# South Perkins (Dakota del Sur)
South Perkins es un territorio no organizado (en inglés, unorganized territory, UT) del condado de Perkins, Dakota del Sur, Estados Unidos. Según el censo de 2020, tiene una población de 177 habitantes.

## Geografía
El territorio está ubicado en las coordenadas 45°9′45″N 102°32′2″O / 45.16250, -102.53389. Según la Oficina del Censo de los Estados Unidos, tiene una superficie total de 1359.49 km², de la cual 1357.34 km² corresponden a tierra firme y 2.15 km² son agua.

## Demografía
Según el censo de 2020, hay 177 personas residiendo en la región. La densidad de población es de 0.13 hab./km². El 94.35% de los habitantes son blancos, el 0.56% es amerindio, el 0.56% es de otra raza y el 4.52% son de una mezcla de razas. No hay hispanos o latinos viviendo en la zona.